# Тамарашени (Карельский муниципалитет)
Тамарашени (груз. თამარაშენი) — село в Грузии, на территории Карельского муниципалитета края (мхаре) Шида-Картли.

## География
Село находится в центральной части Грузии, на левом берегу реки Проне Средняя, на расстоянии приблизительно 12 километров (по прямой) к северо-западу от города Карели, административного центра муниципалитета. Абсолютная высота — 700 метров над уровнем моря.

## Население
По результатам официальной переписи населения 2014 года в Тамарашени проживал 401 человек (194 мужчины и 207 женщин). В национальной структуре населения грузины составляли 100 %.
| Год  | Население, человек |
| ---- | ------------------ |
| 2002 | 579                |
| 2014 | ↘ 401              |